# Yannick Noah
Yannick Noah (Sedan, 18 maggio 1960) è un allenatore di tennis, ex tennista e cantante francese.
In carriera si è aggiudicato in tutto 23 tornei ATP in singolare e 16 in doppio, vincendo il Roland Garros in entrambe le discipline rispettivamente nel 1983 e nel 1984. È stato numero tre del mondo in singolare nel luglio 1986 raggiungendo, nello stesso anno, anche la vetta della classifica mondiale di doppio. È tutt'oggi il tennista francese più vincente di sempre, nonché l'ultimo ad essersi aggiudicato un torneo del Grande Slam. Si è ritirato nel 1991, all'età di 31 anni.
Padre del cestista NBA Joakim Noah, centro dei Chicago Bulls dal 2007 al 2016, nel 2005 Noah è stato inserito nella International Tennis Hall of Fame, nono francese a ottenere questo onore. È stato anche consulente psicologico della nazionale camerunese di calcio e di Amélie Mauresmo.

## Carriera sportiva
Figlio di un calciatore del Camerun passa i primi anni della sua vita in Africa, tornando in Francia, Paese natale della madre, all'età di 11 anni, per frequentare una scuola tennistica. A 17 anni vince il Torneo di Wimbledon junior e l'anno dopo, nel 1978, inizia la sua carriera professionistica, vincendo anche il suo primo torneo, a Manila. Nel 1982 si aggiudica 4 titoli, ma la consacrazione avviene nel 1983, quando vince il Roland Garros sconfiggendo in finale Mats Wilander 6-2, 7-5, 7-6.
Noah divenne così il secondo uomo di colore dopo Arthur Ashe a vincere un torneo del Grande Slam. La sua tattica ha spesso incantato gli spettatori per la spettacolarità. Il particolare colpo che porta il suo nome è quello che effettuava quando l'avversario lo sorprendeva a rete con un lob, cui rispondeva rinviando la palla tra le gambe, con le spalle alla rete. Nel 1984 vince ancora a Parigi, ma nel doppio, in coppia con il connazionale Henri Leconte.
Nel doppio è arrivato in finale anche agli US Open con Leconte (1985) ed al Roland Garros con Guy Forget (1987). Nel 1985 vince gli Internazionali d'Italia a Roma e l'anno dopo raggiunge la posizione nº3 nel ranking mondiale (suo record). Nello stesso 1986 balza in testa alla classifica mondiale del doppio, leadership che mantiene per 19 settimane. Si è ritirato nel 1990, collezionando in tutto 23 titoli nel singolare e 16 nel doppio. Negli altri tornei dello Slam ha raccolto una semifinale all'Australian Open nel 1990 e i quarti di finale all'US Open in più occasioni.
Ha giocato per 11 anni nella nazionale di Coppa Davis, con un record di 26-15 in singolare e 13-7 nel doppio, guadagnando la finale nel 1982, che la Francia perse poi 4-1 con gli USA. Ritiratosi diventa allenatore della squadra nazionale femminile, prima di ricoprire lo stesso incarico per quella maschile e vincere la Coppa Davis nel 1991. L'impresa fu ripetuta nel 1996 (3-2 alla Svezia). Nel 1997 ottiene con la nazionale femminile la prima vittoria francese nella Federation Cup. Nel 2017 conduce la Nazionale francese alla storica conquista della decima Coppa Davis, a 16 anni di distanza dall'ultimo successo.

## Carriera musicale
Dall'inizio degli anni novanta si dedica alla musica. Noah è considerato un grande talento canoro;  ha vinto quattro volte il prestigioso premio MTV Winner Best Song. In diverse sue canzoni ha trattato il tema del riscaldamento climatico.

## Statistiche

### Singolare

#### Vittorie (23)
| Legenda                     |
| Grande Slam (1)             |
| Year-end Championships (0)  |
| Grand Prix Super Series (2) |
| Grand Prix Tour (20)        |

| Numero | Data | Torneo                                       | Superficie  | Avversario in finale | Punteggio               |
| 1.     | 1978 | Philippine International, Manila             | Terra rossa | Peter Feigl          | 7–6, 6–0                |
| 2.     | 1978 | Calcutta Open, Calcutta                      | Terra rossa | Pascal Portes        | 6–3, 6–2                |
| 3.     | 1979 | ATP Nizza, Nizza (1)                         | Terra rossa | Jean-Louis Haillet   | 6–2, 5–7, 6–1, 7–5      |
| 4.     | 1979 | Madrid Tennis Grand Prix, Madrid (1)         | Terra rossa | Manuel Orantes       | 6–3, 6–7, 6–3, 6–2      |
| 5.     | 1979 | ATP Bordeaux, Bordeaux                       | Terra rossa | Harold Solomon       | 6–0, 6–7, 6–1, 1–6, 6–4 |
| 6.     | 1981 | Richmond WCT, Richmond                       | Indoor      | Ivan Lendl           | 6–1, 3–1, ret.          |
| 7.     | 1981 | ATP Nizza, Nizza (2)                         | Terra rossa | Mario Martínez       | 6–4, 6–2                |
| 8.     | 1982 | Indian Wells Masters, La Quinta              | Cemento     | Ivan Lendl           | 6–3, 2–6, 7–5           |
| 9.     | 1982 | South Orange Open, South Orange              | Terra rossa | Raúl Ramírez         | 6–3, 7–6                |
| 10.    | 1982 | Swiss Indoors, Basilea                       | Cemento     | Mats Wilander        | 6–4, 6–2, 6–3           |
| 11.    | 1982 | Grand Prix de Tennis de Toulouse, Tolosa (1) | Cemento     | Tomáš Šmíd           | 6–3, 6–2                |
| 12.    | 1983 | Madrid Tennis Grand Prix, Madrid (2)         | Terra rossa | Henrik Sundström     | 3–6, 6–0, 6–2, 6–4      |
| 13.    | 1983 | German Open Hamburg, Amburgo                 | Terra rossa | José Higueras        | 3–6, 7–5, 6–2, 6–0      |
| 14.    | 1983 | Roland Garros, Parigi                        | Terra rossa | Mats Wilander        | 6–2, 7–5, 7–6           |
| 15.    | 1985 | Internazionali d'Italia, Roma                | Terra rossa | Miloslav Mečíř       | 6–3, 3–6, 6–2, 7–6      |
| 16.    | 1985 | Sovran Bank Classic, Washington              | Terra rossa | Martín Jaite         | 6–4, 6–3                |
| 17.    | 1985 | Grand Prix de Tennis de Toulouse, Tolosa (2) | Cemento     | Tomáš Šmíd           | 6–4, 6–4                |
| 18.    | 1986 | WCT Tournament of Champions, Forest Hills    | Terra rossa | Guillermo Vilas      | 7–6, 6–0                |
| 19.    | 1986 | Wembley Championship, Londra                 | Indoor      | Jonas Svensson       | 6–2, 6–3, 6–7, 4–6, 7–5 |
| 20.    | 1987 | Grand Prix de Tennis de Lyon, Lione          | Indoor      | Joakim Nyström       | 7–6, 4–6, 7–6           |
| 21.    | 1987 | Swiss Indoors, Basilea                       | Cemento     | Ronald Agénor        | 7–6, 6–4, 6–4           |
| 22.    | 1988 | Milan Indoor, Milano                         | Indoor      | Jimmy Connors        | 4–4, ret.               |
| 23.    | 1990 | Medibank International, Sydney               | Cemento     | Carl-Uwe Steeb       | 5–7, 6–3, 6–4           |

#### Finali perse (13)
| Legenda                     |
| Grande Slam (0)             |
| Year-end Championships (0)  |
| Grand Prix Super Series (3) |
| Grand Prix Tour (10)        |

| Numero | Data | Torneo                                    | Superficie  | Avversario in finale | Punteggio           |
| 1.     | 1978 | ATP Nizza, Nizza (1)                      | Terra rossa | José Higueras        | 6–3, 6–4, 6–4       |
| 2.     | 1980 | Internazionali d'Italia, Roma             | Terra rossa | Guillermo Vilas      | 6-0, 6-4, 6-4       |
| 3.     | 1981 | Swiss Open Gstaad, Gstaad                 | Terra rossa | Wojtek Fibak         | 6-1, 7-6            |
| 4.     | 1982 | ATP Nizza, Nizza (2)                      | Terra rossa | Balázs Taróczy       | 6–2, 3–6, 13–11     |
| 5.     | 1983 | Portugal Open, Lisbona                    | Terra rossa | Mats Wilander        | 2-6, 7-6, 6-4       |
| 6.     | 1984 | Congoleum Classic, La Quinta (1)          | Cemento     | Jimmy Connors        | 6-2 6-7 6-3         |
| 7.     | 1985 | Volvo U.S. National Indoor, Memphis       | Carpet      | Stefan Edberg        | 6–1, 6–0            |
| 8.     | 1985 | Swiss Indoors, Basilea (1)                | Cemento (i) | Stefan Edberg        | 6–7, 6–4, 7–6, 6–1  |
| 9.     | 1986 | Pilot Pen Classic, La Quinta (2)          | Cemento     | Joakim Nyström       | 6–1, 6–3, 6–2       |
| 10.    | 1986 | Monte Carlo Masters, Monte Carlo          | Terra rossa | Joakim Nyström       | 6–3, 6–2            |
| 11.    | 1986 | Swiss Indoors, Basilea (2)                | Cemento (i) | Stefan Edberg        | 7–6, 6–2, 6–7, 7–6  |
| 12.    | 1987 | WCT Tournament of Champions, Forest Hills | Terra rossa | Andrés Gómez         | 6–4, 7–6, 7–6       |
| 13.    | 1989 | Indian Wells Masters, Indian Wells        | Cemento     | Miloslav Mečíř       | 3-6 2-6 6-1 6-2 6-3 |

### Doppio

#### Vittorie (16)
- 1981: Nizza (con Pascal Portes)
- 1981: Parigi (con Ilie Năstase)
- 1982: Nizza (con Henri Leconte)
- 1982: Basilea (con Henri Leconte)
- 1984: Roland Garros (con Henri Leconte)
- 1985: Chicago (con Johan Kriek)
- 1986: Montecarlo (con Guy Forget)
- 1986: Roma (con Guy Forget)
- 1986: Basilea (con Guy Forget)
- 1987: Lione (con Guy Forget)
- 1987: Indian Wells (con Guy Forget)
- 1987: Forest Hills (con Guy Forget)
- 1987: Roma (con Guy Forget)
- 1987: Queen's (con Guy Forget)
- 1988: Orlando (con Guy Forget)
- 1990: Nizza (con Alberto Mancini)

## Risultati in progressione

### Singolare
| Sigla | Risultato                        |
| ----- | -------------------------------- |
| V     | Vincitore                        |
| F     | Finalista                        |
| SF    | Semifinalista                    |
| QF    | Quarti di Finale                 |
| 4T    | Quarto turno                     |
| 3T    | Terzo turno                      |
| 2T    | Secondo turno                    |
| 1T    | Primo turno                      |
| RR    | Round Robin (World Finals)       |
| LQ    | Turno di Qualifica (Grande Slam) |
| A     | Assente                          |

| Legenda superfici    |
| Cemento              |
| Terra rossa          |
| Erba                 |
| Superficie variabile |

| Torneo                     | Torneo                     | 1977 | 1978 | 1979 | 1980 | 1981 | 1982 | 1983 | 1984 | 1985 | 1986 | 1987 | 1988 | 1989 | 1990 | 1991 | Titoli | V-S   |
| Grande Slam                |                            |      |      |      |      |      |      |      |      |      |      |      |      |      |      |      |        |       |
| Australian Open, Melbourne | Australian Open, Melbourne | A    | 1T   | A    | 1T   | A    | A    | A    | A    | A    | A    | QF   | 4T   | 1T   | SF   | A    | 0 / 6  | 11–6  |
| Roland Garros, Parigi      | Roland Garros, Parigi      | 1T   | 3T   | 2T   | 4T   | QF   | QF   | V    | QF   | 4T   | 4T   | QF   | 4T   | 1T   | 3T   | A    | 1 / 14 | 40–13 |
| Wimbledon, Londra          | Wimbledon, Londra          | A    | 2T   | 3T   | A    | 1T   | A    | A    | A    | 3T   | A    | 2T   | A    | A    | 1T   | A    | 0 / 6  | 6–6   |
| US Open, New York          | US Open, New York          | A    | 1T   | 4T   | 4T   | 4T   | 4T   | QF   | A    | QF   | 3T   | A    | 2T   | QF   | 2T   | A    | 0 / 11 | 28–11 |
| Titoli                     | Titoli                     | 0    | 0    | 0    | 0    | 0    | 0    | 1    | 0    | 0    | 0    | 0    | 0    | 0    | 0    | 0    | 1 / 37 | N/A   |
| Vittorie-Sconfitte         | Vittorie-Sconfitte         | 1–1  | 3–4  | 6–3  | 6–3  | 7–3  | 7–2  | 11-1 | 4-1  | 9-3  | 5-2  | 8-3  | 7-3  | 4-3  | 8-4  | 0-0  | N/A    | 86-36 |

## Discografia
- 1991 - Black and What
- 1993 - Urban Tribu
- 1998 - ZamZam
- 2000 - Yannick Noah
- 2002 - Live 2002
- 2003 - Pokhara
- 2005 - Métisse(s)
- 2006 - Charango
- 2010 - Frontières
- 2012 - Hommage a Bob Marley